# Central Intelligence Agency
De Central Intelligence Agency (CIA) is de buitenlandse inlichtingendienst van de Verenigde Staten. Deze instelling is verantwoordelijk voor het verkrijgen en analyseren van informatie over regeringen, bedrijven en personen, waarna ze deze informatie doorgeeft aan de verschillende onderdelen van de Amerikaanse overheid.
De CIA is een van de 17 Amerikaanse inlichtingendiensten die gecoördineerd worden door de Director of National Intelligence (DNI), een functie die voorheen door de Directeur van de Central Intelligence Agency werd uitgeoefend.
De CIA bezit daarnaast een uitgebreid geheim militair apparaat, dat gedurende de Koude Oorlog verantwoordelijk was voor de vele pogingen om regeringen omver te werpen die als pro-Sovjet en tegengesteld aan Amerikaanse belangen gezien werden, zoals die van Jacobo Arbenz in Guatemala, Soekarno in Indonesië, Patrice Lumumba in de Democratische Republiek Congo en Salvador Allende in Chili.
De CIA was tevens de drijvende kracht achter het oprichten van stay-behindnetwerken in Europa die actief zouden moeten worden na een eventuele Sovjet-invasie aldaar. Dit stond ook bekend als de Operatie Gladio. Daarnaast heeft de CIA ook geheime contacten met het Vaticaan, dit is in oktober 2006 bevestigd door Richard Allen, voormalig veiligheidsadviseur van president Ronald Reagan.
Het hoofdkantoor van de CIA bevindt zich in Langley, in de staat Virginia alwaar ook het credo van de CIA afgebeeld staat: "And ye shall know the truth, and the truth shall make you free" (Johannes 8:32). Het hoofdkwartier werd in 1999 formeel hernoemd tot het George Bush Center for Intelligence.

## Geschiedenis
De CIA werd op 18 september 1947 opgericht door president Harry S. Truman, als opvolger van de op 22 januari 1946 opgerichte Central Intelligence Group (CIG). Het doel was om een inlichtingendienst op te richten die een ramp, zoals de aanval op Pearl Harbor zou kunnen voorkomen. De Central Intelligence Agency werd een soort doorstart van de Office of Strategic Services (OSS), een dienst die zich tijdens de Tweede Wereldoorlog bezig had gehouden met het verzamelen van inlichtingen in het bezette Europa.
Een van de eerste opdrachten van de nieuw geformeerde CIA was het rekruteren van voormalig nazi's die een rol konden spelen in het vergaren van inlichtingen over de Sovjet-Unie. Dat er tussen deze nieuwe rekruten ook doorgewinterde oorlogsmisdadigers zaten, was van secundair belang. Generaal-majoor Reinhard Gehlen liep met zijn hele spionagegroep over naar de CIA en zou een belangrijke rol spelen in de jaren vijftig (de groep rond Gehlen werd in 1956 omgevormd tot de Bundesnachrichtendienst).
Begin 1951 sprak CIA-directeur Walter Bedell Smith met de hoofden van geheime diensten uit Groot-Brittannië, Frankrijk, Italië, Nederland, Griekenland, Turkije en wellicht ook de Scandinavische landen af dat deze zouden meehelpen bij het uitvoeren van geheime missies in de communistische landen Bulgarije, Roemenië, Polen, Joegoslavië en Albanië. Verantwoordelijk hiervoor waren twee afdelingen die elkaar hevig beconcurreerden, namelijk het Office of Special Operations (OSO) dat zich onder leiding van Richard Helms meer op het vergaren van inlichtingen richtte, en het Office of Policy Coordination (OPC), dat zich onder leiding van Frank Wisner vooral bezighield met sabotage-operaties. Per 1 augustus 1952 werden beide afdelingen samengevoegd tot het Directorate of Plans (DP), dat in 1973 werd opgedoopt tot Directorate of Operations (DO).
Bij deze missies werden agenten achter het IJzeren Gordijn gedropt, zowel om inlichtingen te vergaren als om het anti-communistische verzet te ondersteunen, maar zij werden in bijna alle gevallen door de communistische geheime diensten opgepakt of zelfs ter dood gebracht. Gezien de vaak amateuristische opzet en de slechte samenwerking met de Britse MI6 waren deze missies doorgaans al bij voorbaat gedoemd te mislukken. Desondanks werden deze operaties, onder de codenaam Redsox, pas in 1955 volledig gestaakt.

### Operaties in de jaren vijftig
De dienst kwam pas echt op stoom toen Allen Dulles in 1952 directeur van de CIA werd. Onder zijn leiding kwamen er spionagemissies in Oost-Europa, de Sovjet-Unie en China, in een poging om daar informanten te werven en inlichtingen te vergaren. Tijdens de Koude Oorlog spande de CIA zich ook in om de Russische propaganda in het Westen tegen te gaan. De organisatie was op vele terreinen actief: van de filmindustrie tot en met de beeldende kunst. Zo kocht de CIA de filmrechten op van twee boeken van George Orwell (Animal Farm en 1984).
Zo was de CIA in 1954 nauw betrokken bij de staatsgreep in Guatemala om daar een rechtse regering te steunen en Amerikaanse handelsbelangen te beschermen. De dienst begon zich gaandeweg meer en meer met dit soort werkzaamheden te bemoeien. Een jaar eerder had de CIA een coup gesteund in Iran om Mohammad Mossadeq af te zetten. De dienst verwaarloosde daarbij de taak waar hij eigenlijk voor opgericht was, namelijk het verzamelen van informatie. Ondanks waarschuwingen en duidelijke aanwijzingen, verzaakte de CIA het bijvoorbeeld om de Chinese interventie in de Koreaanse Oorlog te voorzien. Op 30 oktober 1950 had de CIA gegarandeerd dat Chinese interventie hoogst onwaarschijnlijk was. Twee dagen later viel China echter aan met 300.000 man en werden de Amerikanen bijna de zee in gedreven.
Het gebrek aan informanten bleef een probleem voor de CIA tijdens de Koude Oorlog. Vaak was het voor de dienst moeilijk om een risico in te schatten. Ook de organisatiestructuur was een probleem, hoewel meerdere presidenten hebben geprobeerd om de macht van de CIA in te perken. Desondanks kon de instelling in hoge mate haar eigen agenda bepalen.

### De Cuba-operaties
Een volgende test tijdens de Koude Oorlog was de kwestie Cuba. Fidel Castro was hier in 1959 aan de macht gekomen. Hij was geen echte communist, maar het beleid van de VS ten aanzien van Cuba dreef Castro richting de Sovjet-Unie. John F. Kennedy werd in 1961 president en erfde het plan om een invasie in de Varkensbaai te organiseren. De CIA had jaren aan het plan gewerkt, dat in de basis door Eisenhower was goedgekeurd. Hoewel deze niet de details wist van het plan. Het was een operatie waar duizenden mensen en miljoenen dollars bij betrokken waren.
Het idee was dat een groep van Cubaanse bannelingen zou landen in de Varkensbaai om vervolgens Fidel Castro af te zetten. Steun van het volk was cruciaal in het plan. Maar een gebrek aan informanten zorgde ervoor dat de CIA niet goed op de hoogte was van de stemming die onder het Cubaanse volk leefde. Op 16 april 1961 begon de operatie, maar deze liep al snel uit op een calamiteuze mislukking. Het enige wat de operatie had kunnen redden was grootschalige inzet van de Amerikaanse marine en luchtmacht. Kennedy wilde echter geen directe Amerikaanse inmenging en weigerde de inzet van bommenwerpers en mariniers. Kennedy was woedend op Dulles en de CIA, maar nam wel openbaar de verantwoordelijkheid voor de mislukking.
Om Cuba te beschermen begonnen de Sovjets in 1962 aan de bouw van een raketbasis op Cuba. Deze werd in oktober 1962 opgemerkt door een U2-vliegtuig, hetgeen leidde tot de Cubacrisis. De nieuwe directeur van de CIA, John McCone, had al eerder gewaarschuwd voor de dreiging, maar Kennedy was hier niet op ingegaan. De werkelijke bedoelingen van de Sovjets waren niet bekend bij de VS. Ook hier kon de CIA geen uitsluitsel geven. Geheime onderhandelingen zorgden uiteindelijk voor een oplossing waar beide landen mee konden leven.

### Operaties elders in de wereld
Eveneens in 1962 was het een CIA-agent die aan de Zuid-Afrikaanse (apartheids)regering de tip gaf die leidde tot de arrestatie van Nelson Mandela.
De CIA was ook actief betrokken in de oorlog in Vietnam, waar de instantie geheime operaties uitvoerde in Laos en Cambodja. Een van de minst glorieuze pagina's in de geschiedenis van de CIA, want hier was de dienst betrokken bij de handel in heroïne, waarvan een groot deel rechtstreeks naar de Amerikaanse soldaten in Zuid-Vietnam ging.
Maar ook elders in de wereld bleef de CIA erg actief. De staatsgreep in Chili op 11 september 1973 werd gesteund door de CIA, die de linkse regering van Salvador Allende wilde vervangen door de rechtse Augusto Pinochet. De betrokkenheid van de CIA lekte echter uit, waarna het Amerikaanse Congres een onderzoek startte. De toenmalige directeur Richard Helms loog onder ede tegen het Congres en werd hiervoor veroordeeld. Helms trad uiteindelijk af na het Watergateschandaal, waar ook CIA-agenten bij betrokken waren, in opdracht van president Richard Nixon.
Volgens een aantal bronnen  blijkt de CIA in 1963 de Iraakse militaire coup en het latere Saddam Hoessein-regime in Irak te hebben gesteund tot de Iraakse invasie van Koeweit. De steun werd gerechtvaardigd door de waarneming dat Irak een belangrijke bufferstaat was in de relatie met de Sovjet-Unie.
In 2002 zei president Bush in The Washington Post dat de CIA toestemming had om geheime operaties uit te voeren als voorbereiding op een militaire aanval op Irak.

#### Aankoop van Crypto AG
In 1970 kocht de CIA samen met de Duitse inlichtingendienst BND via een tussenpersoon en in het diepste geheim de Zwitserse fabrikant van cryptografische apparatuur Crypto AG (intern aangeduid als operatie RUBICON). De CIA en de BND installeerden niet zomaar eenvoudige "backdoors" in deze apparaten, maar pasten alleen de cryptografische algoritmes zodanig aan dat het achteraf kraken van de ermee versleutelde berichten veel sneller verliep, wat het zeer moeilijk maakte om deze manipulatie te ontdekken.
Alleen een select aantal bevriende landen kregen apparatuur die wel veilig was, alle andere landen (waaronder ook Europese landen als Spanje, Italië en Griekenland) de verzwakte versie. Naast de VS en Duitsland werden ook Denemarken, Frankrijk, Groot-Brittannië, Israël, Nederland en Zweden op de hoogte gebracht van de verzwakte algoritmes, zodat ook de geheime diensten van die landen de betreffende berichten konden ontcijferen. Hoewel er altijd wel geruchten waren over de onbetrouwbaarheid van Crypto AG, kwam deze CIA/BND-operatie pas in februari 2020 aan het licht.

### Afghanistan en jihadistisch terrorisme
In de late Koude Oorlog bleef de CIA zich bezighouden met geheime operaties overal ter wereld, met wisselend succes. Zo had de dienst de Sovjet-interventie in Afghanistan niet zien aankomen. De CIA leverde op grote schaal wapens en financiële middelen aan de rebellen, om tegen de Sovjets te vechten, maar een goed beleid om uit het conflict te stappen was er niet. Na de oorlog vertrok de CIA ook en liet de grote hoeveelheden wapens achter, hetgeen op de langere termijn problemen zou opleveren. Ook wapenleveranties aan Irak en Iran vonden plaats. Dat laatste kwam ook aan het licht en werd bekend als de Iran-Contra-affaire. Hierbij waren enorme hoeveelheden wapens en geld betrokken.
In de jaren tachtig en negentig bleek de dienst nog niet in staat om terrorisme aan te pakken. Men had de aanslagen in Jemen en Tanzania niet aan zien komen, evenals de bomaanslag in het World Trade Center van New York in 1993. Aanwijzingen leidden naar de Saoedische terrorist Osama bin Laden. De CIA kon hem echter niet vinden. Zo kon deze opnieuw toeslaan op 11 september 2001, met grootschalige aanslagen in Washington D.C. en New York. Aanslagen waarbij de CIA opnieuw faalde om ze aan te zien komen, ondanks enkele sterke aanwijzingen. Oorlogen in Afghanistan en Irak gaven de CIA weer nieuwe gelegenheden om clandestiene operaties uit te voeren en om inlichtingen te verzamelen.

### Huidige situatie
Vandaag de dag heeft de CIA niet meer dezelfde machtspositie als in de Koude Oorlog. De organisatiestructuur van de inlichtingendiensten is veranderd, waardoor er tegenwoordig meer toezicht is. Ook zijn de bevoegdheden ervan duidelijker geformuleerd. In 2007 werd er een intern rapport vrijgegeven over de illegale activiteiten van de CIA tussen 1950 en 1975, de zogenaamde Family Jewels. CIA-directeur Michael Hayden noemde het: "een beeld van een andere dienst, uit een andere tijd". Veel zaken waren al bekend, maar het rapport geeft wel een beeld van de activiteiten van de dienst op het hoogtepunt van de Koude Oorlog. Het gaat hier onder andere om het afluisteren van journalisten, openen van post, experimenten met lsd, moordaanslagen op staatshoofden, staatsgrepen en het werken binnen de grenzen van de VS.
Op 15 september 2001 presenteerde George Tenet tijdens een briefing de Worldwide Attack Matrix, een strikt geheim document dat geheime antiterreuroperaties van de CIA beschreef in 80 landen in Azië, het Midden-Oosten en Afrika. De acties, al aan de gang of aanbevolen, varieerden van "routinepropaganda tot dodelijke geheime acties als voorbereiding op militaire aanvallen". De plannen, indien uitgevoerd, "zouden de CIA de grootste en dodelijkste authority geven in zijn historie".

## Betrekkingen met Nederland
In 1947 verzochten de Nederlandse premier Beel en het hoofd van de BVD Einthoven de CIA om een permanente intelligence liaison in Den Haag te stationeren en zodoende kwam in 1948 Henry B. "Hank" Bradford als eerste officiële vertegenwoordiger van de CIA naar Den Haag, in 1949 gevolgd door William C. "Bill" Ladd als de eerste Chief of Station (CoS) van de CIA op de Amerikaanse ambassade. Einthoven had wel duidelijk gemaakt dat de CIA niet achter de rug van de BVD om in Nederland mocht opereren en dat alleen de BVD bepaalde wat er met in Nederland vergaarde inlichtingen gebeurde. Zo liet BVD-hoofd Sinninghe Damsté in 1958 zelfs James Jesus Angleton, het roemruchte hoofd contraspionage van de CIA, tot ongewenst persoon verklaren nadat deze geheel op eigen houtje een geluidsopname van de Bilderbergconferentie van BVD-medewerker Piet Gerbrands had weten los te krijgen.
Naast de ambassade in Den Haag had de CIA ook een grote vertegenwoordiging op het Amerikaanse consulaat in Rotterdam, om van daaruit inlichtingen te vergaren over alles wat zich rondom de Rotterdamse haven voltrok. Dit was van zodanig belang, dat de CIA alle kosten van het consulaat op zich nam toen het Amerikaanse ministerie van Buitenlandse Zaken de post wilde sluiten.
In 1954 benaderde de CIA het Nederlands Radar Proefstation (NRP) in Noordwijk met het verzoek om een Russisch afluisterapparaatje genaamd The Thing na te bouwen. Daar slaagde het NRP aanvankelijk niet in, maar bouwde voor de CIA wel soortgelijke afluisterapparatuur en leverde nog tot 1984 zend- en ontvangstantennes.
In de jaren vijftig begon de CIA de BVD ook financieel te ondersteunen (de zogeheten "zilveren koorden"), zodanig dat medio jaren zestig ongeveer 10% van het personeel van de BVD (65 personen) door de Amerikanen betaald werden, totdat dit in 1967 beëindigd werd. Daarnaast had ook prins Bernhard, die goed bevriend was met CIA directeuren als Walter Bedell Smith en Richard Helms, regelmatig op eigen houtje contact met de CIA, met wie hij onder meer de resultaten deelde van zijn eigen inlichtingendienstje. Bovendien gebruikte hij de communicatiekanalen van de CIA voor zijn eigen zaken, waarmee hij de formele diplomatieke wegen omzeilde.
Naar aanleiding van het verschijnen van de studie "Juliana & Bernhard, Verhaal van een huwelijk 1936-1956" van historicus Cees Fasseur in november 2008, waarin de zogenaamde Greet Hofmans-affaire uitvoerig aan bod kwam, wist oud-journalist Friso Endt, die van 1945 tot 1972 redacteur bij Het Parool was en in 1956 een rol speelde bij de publiciteit rond deze affaire, het volgende te melden:
"Tijdens de Hofmans-affaire deed het verhaal de ronde dat CIA-chef Allen Dulles naar Soestdijk was gereisd om door de prins te worden gewaarschuwd voor het communistische gevaar dat de gebedsgenezeres zou vormen. Bernhard geloofde dat laatste, hoewel het een verzinsel was. Hofmans was geen agent van Moskou. Toen ik Bernhard jaren later, halverwege de jaren zestig, na een gesprek over de aanstaande echtgenoot van zijn dochter Beatrix, vroeg naar dat CIA-verhaal, zei hij: „Daar kan ik mij niet over uitlaten.” „U zegt niet dat het niet waar is”, zei ik. „Ach, daar kan ik mij echt niet over uitlaten”, was het herhaalde antwoord. Geen bevestiging, maar ook geen ontkenning."
In februari 2006 werd uit door NRC Handelsblad na een beroep op de Wet Openbaarheid van Bestuur (WOB) verkregen informatie van het ministerie van Verkeer en Waterstaat duidelijk dat in de jaren daarvoor een groot deel van de vliegtuigen die mogelijk geheime en illegale vluchten met terreurgevangenen voor de CIA hadden uitgevoerd, in Nederland waren geland dan wel in het Nederlandse luchtruim waren geweest.
In juli 2008 kwam uit antwoorden van minister van Binnenlandse Zaken Guusje ter Horst (PvdA) op vragen van de Kamerleden Kuiken en Van Dam naar voren, dat er aan het in 2004 door Nederland geforceerde vertrek van de lokale Chief of Station van de CIA destijds bewust geen verdere ruchtbaarheid was gegeven.

## CIA World Factbook

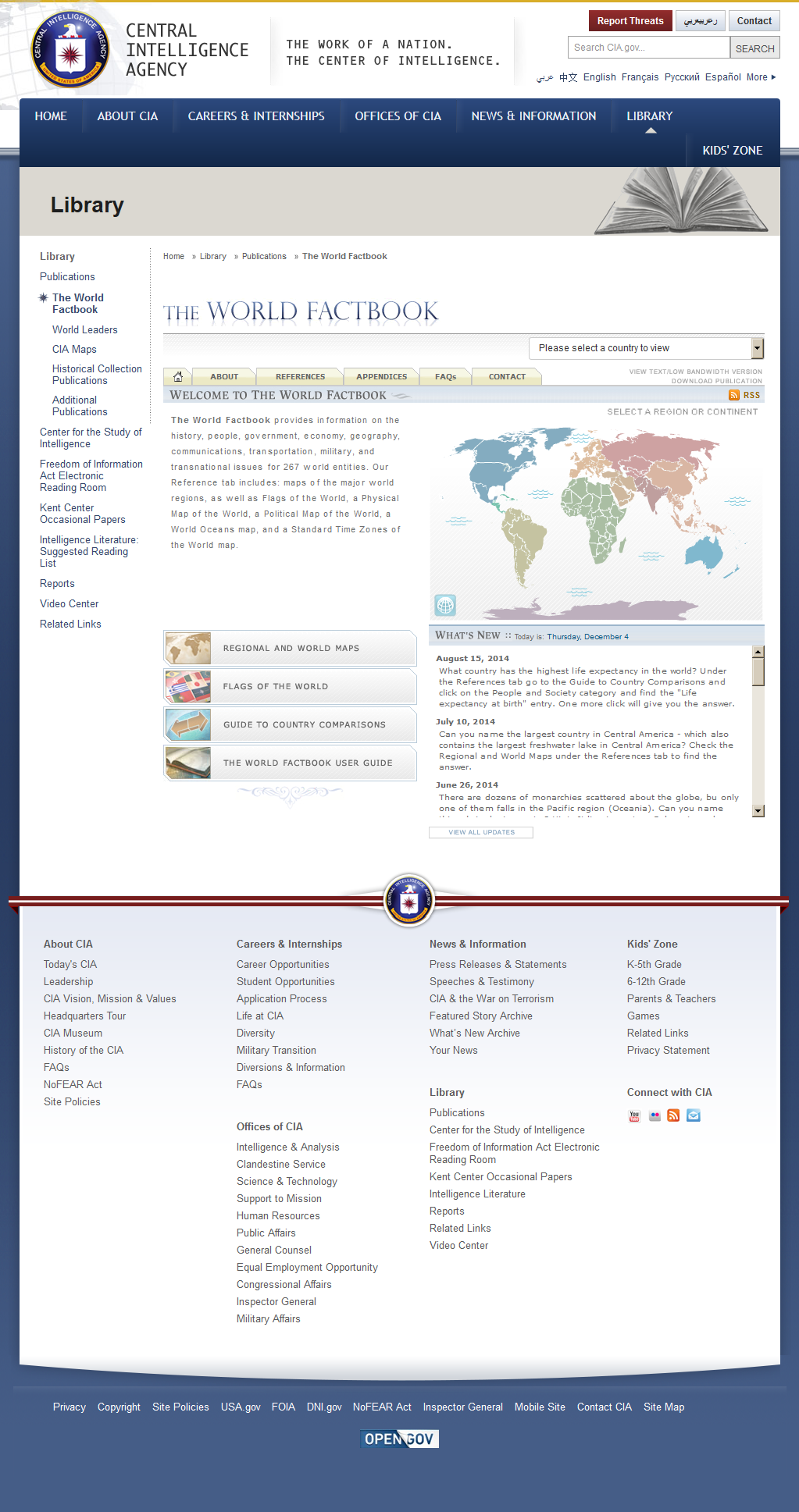
Schermafbeelding van de website van het CIA World Factbook

Zoals het grootste deel van de documenten die door de Amerikaanse overheid geproduceerd worden, behoren ook de publicaties van de CIA tot het openbaar domein. Dat betekent dat werken als het CIA World Factbook, met al zijn landinformatie en kaartjes, vrijelijk gebruikt kunnen worden.

## Beïnvloeding van de publieke opinie
Op verschillende momenten heeft de Central Intelligence Agency (CIA), op eigen initiatief of in overeenstemming met richtlijnen van de president van de Verenigde Staten of de staf van de Nationale Veiligheidsraad, geprobeerd de publieke opinie in zowel de Verenigde Staten als daarbuiten te beïnvloeden.
Kort na de Tweede Wereldoorlog pasten deze inspanningen in het kader van de Amerikaanse ideologische strijd tegen het communisme, onder meer via Radio Free Europe/Radio Liberty. Ook poogde de CIA artistieke bewegingen te infiltreren en te coöpteren met behulp van fondsen die meestal werden gekanaliseerd via het Congress for Cultural Freedom en de Ford Foundation. Het doel van deze inspanningen was om de politieke invloed van de Sovjet-Unie, onder meer via Cominform, te bestrijden en de Amerikaanse politieke invloed uit te breiden.
Tijdens de Vietnamoorlog (1955-1976) verspreidde de CIA soms nepnieuws om een Amerikaanse interventie te verantwoorden, en kon het in die periode rekenen op meer dan 30 door haar betaalde journalisten. Een Senaatscommissie besloot in 1976: “De CIA onderhoudt momenteel een netwerk van honderden buitenlandse personen over de hele wereld die inlichtingen verstrekken aan de CIA en soms proberen de opinie te beïnvloeden door middel van geheime propaganda. Deze personen geven de CIA directe toegang tot een groot aantal kranten en tijdschriften, tientallen persdiensten en nieuwsagentschappen, radio- en televisiestations, commerciële boekuitgevers en andere buitenlandse mediakanalen.”
Tijdens de Oorlog in Afghanistan (2001-2021) bleek uit gelekte documenten dat de CIA in 2010 interne aanwijzingen opstelde voor het manipuleren van de publieke opinie in Europa. Aanleiding was de vrees van de Amerikaanse regering voor het afkalven van de steun, in Frankrijk en Duitsland, voor de oorlog, na de Nederlandse kabinetscrisis over het Uruzganbesluit in 2010. De aanwijzingen stonden in een vertrouwelijk “Red Cell Memorandum”, gelekt door WikiLeaks.